# 3-Dimethylaminopropylchlorid
3-Dimethylaminopropylchlorid ist eine chemische Verbindung aus der Stoffgruppe der chlorierten Alkylamine, im Speziellen ein Derivat des Dimethylaminopropans.

## Darstellung
3-Dimethylaminopropylchlorid kann durch Behandlung von 3-Dimethylaminopropanol mit Thionylchlorid synthetisiert werden.

## Verwendung
3-Dimethylaminopropylchlorid wird in der Synthese von Benzydamin verwendet.